# Arrival Heights
Arrival Heights  è una piccola catena di basse colline che si erge in vicinanza dll'estremità sud-orientale della penisola di Hut Point, nell'Isola di Ross.

## Storia
Il sito fu esplorato nel corso della Spedizione Discovery (1901–04), sotto la guida di Robert Falcon Scott. Fu battezzato Arrival Heights (letteralmente Alture dell'arrivo) per la sua prossimità con il punto di arrivo della spedizione.

## Territorio
La penisola di Hut Point è formata da un allineamento di crateri vulcanici che si estende verso sud dalle pendici del Monte Erebus. Dati da rilevamenti magnetometrici aerei e modelli magnetici di sottosuolo indicano che le rocce vulcaniche ad elevata suscettività magnetica sottostanti la penisola  sono probabilmente spesse meno di 2 km, e le datazioni radiometriche suggeriscono per la maggior parte delle rocce basaltiche un'età inferiore a 750 ka.
I terreni delle Arrival Heights consistono per la maggior parte in scorie vulcaniche depositate dalle eruzioni del Monte Erebus, con granulometria variabile dal silt ai massi. Lo spessore dei depositi superficiali va da pochi centimetri a decine di metri, con il permafrost sottostante il livello superficiale di depositi attivi. Gli affioramenti esposti ad Arrival Heights comprendono colate di lava alterate e rimaneggiate nel corso del tempo. Depositi sabbiosi poligonali coprono un'area approssimativa di 0.5 km2; poiché lo stato di area protetta ne ha limitato il disturbo fisico derivante dalle attività umane, queste strutture sono di gran lunga più estese che in qualunque altro luogo nelle vicinanze della penisola di Hut Point.
L'area è un sito "silente" sotto il profilo elettromagnetico  che offre condizioni ideali per l'installazione di strumenti sensibili per la registrazione di dati associati ai programmi di ricerca sull'alta atmosfera. Inoltre, le caratteristiche geografiche del sito, come la sua posizione elevata e quindi l'ampio orizzonte visivo, la morfologia del cratere vulcanico e la vicinanza alla Stazione McMurdo (USA) (1,5 km a sud) e alla Base Scott (NZ) (3 km a sud-est), continuano a rendere l'area preziosa per studi sull'alta atmosfera.

## Flora
Nel sito è stata censita una ricca popolazione di licheni che comprende: Buellia alboradians, Buellia frigida, Buellia grisea, Buellia pernigra, Caloplaca citrine, Candelariella flava,
Lecanora expectans, Lecanora fuscobrunnea, Lecidella siplei, Parmelia griseola, Parmelia leucoblephara e Physcia caesia. Tra i muschi la specie maggiormente rappresentata è Syntrichia lithophila.

## Conservazione
L'area è classificata dal Trattato Antartico come Area Specialmente Protetta dell'Antartide (codice ASPA 122) per la sua importanza nella ricerca sull'alta atmosfera.
Nel sito vengono condotte numerose indagini scientifiche a lungo termine, la maggior parte delle quali si concentra sull'atmosfera terrestre e sulla magnetosfera.